# Ospedale San Martino

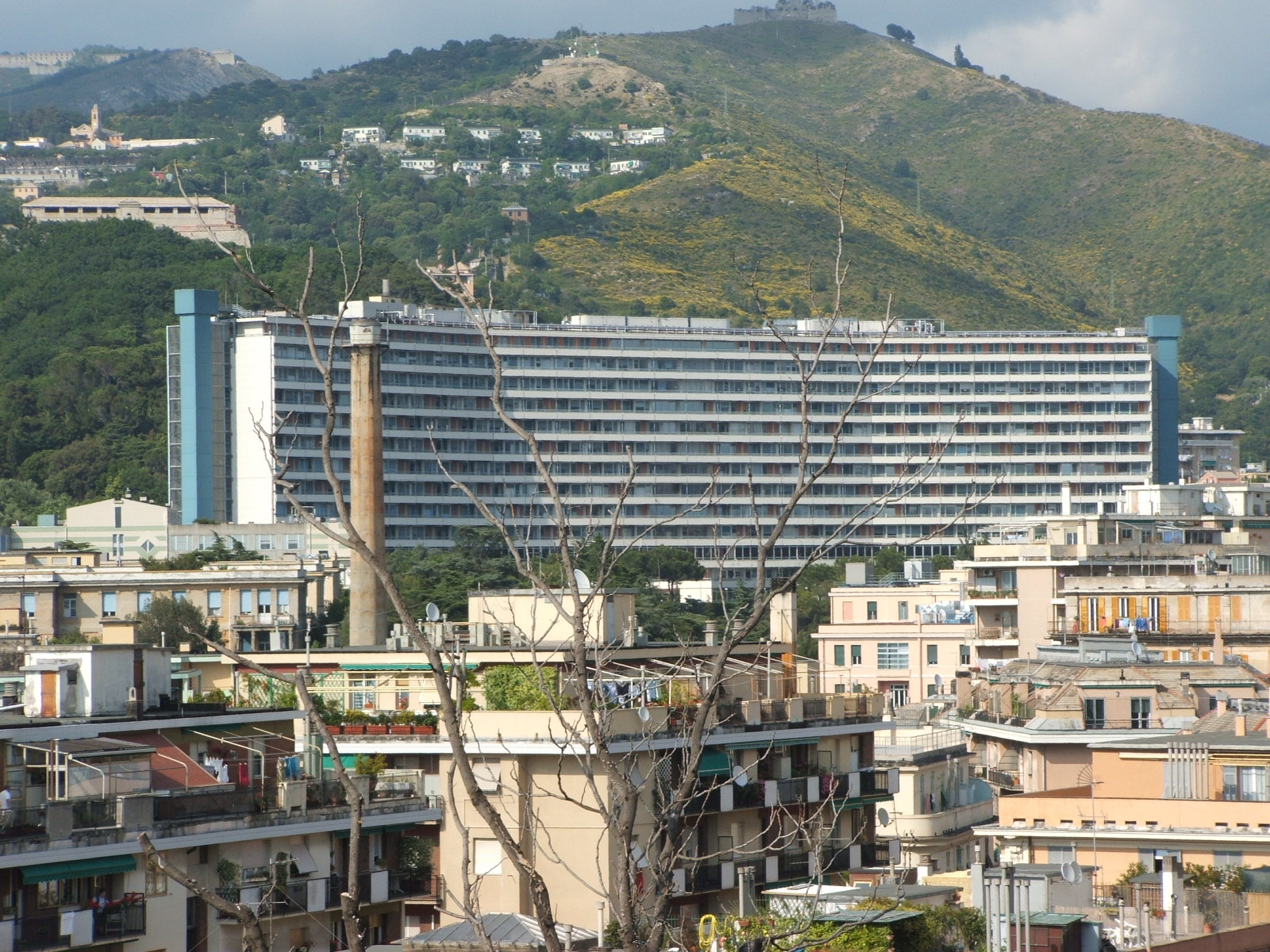
Der Monoblocco des Ospedale San Martino

Das Ospedale San Martino ist ein Universitätsklinikum in der italienischen Hafenstadt Genua. An das Krankenhaus ist die Medizinische Fakultät der Universität Genua angeschlossen. Zusammen mit dem Istituto Giannina Gaslini und dem Ente Ospedaliero Ospedali Galliera bildet das Krankenhaus das Rückgrat des genuesischen Gesundheitswesens.
Es liegt im Stadtviertel San Martino im östlichen Teil des Zentrums der ligurischen Hauptstadt.

## Struktur
Die Strukturen des Krankenhauses bieten neben den herkömmlichen stationären Pflege- und Behandlungseinrichtungen eine Tagesklinik, eine Day Surgery (ambulantes Operationszentrum), mehrere Ambulatorien (darunter chirurgische), Diagnose- und Serviceeinrichtungen sowie mehrere Operationsblocks. Insgesamt sind dort circa 4.500 Personen beschäftigt.
Die Grundfläche des Komplexes, zu dem ein internes Straßennetz mit einer Gesamtlänge von 20 Kilometer mit eigenem Busservice gehört, beträgt rund drei Hektar.
Über einen besonders hohen Spezialisierungsgrad verfügt das Ospedale San Martino in der Kardiologie, Herzchirurgie, der Akutversorgung, Hämatologie, Neurologie, Neurochirurgie und der Transplantationsmedizin.